# Ангстрем
А́нгстрем (Å) — одиниця довжини, дорівнює 10−10 м або одній десятимільйонній міліметра. Названа на честь шведського вченого Андерса Ангстрема.
Застосовується для вимірювання розмірів атомів, відстаней між ними та довжини хвилі електромагнітного випромінювання у рентгенівській, ультрафіолетовій та видимій ділянках спектра. Ангстрем широко використовується в багатьох сферах науки, оскільки 10−10 м — це приблизний діаметр орбіти електрона в незбудженому атомі водню. Той самий порядок має розмір атомної решітки в більшості кристалів.
1 Å = 10−10 м = 10−8 см = 10⁻⁴ мкм = 0,1 нм = 100 пм.
- Довжина хвилі видимого світла: від 4000 Å до 8000 Å
- Діаметр атома: від 1 Å до 6 Å
- Діаметр ядра атома: приблизно 0,00001 Å

## Знак ангстрема
Хоча знак ангстрема (Å) додано в Юнікод як окремий символ (U+212B Å ANGSTROM SIGN (HTML &#8491;)), його канонічним поданням є велика латинська літера A із кружечком зверху (U+00C5 Å LATIN CAPITAL LETTER A WITH RING ABOVE (HTML &#197;⧼dot-separator⧽ &Aring;)). Для користувача ці два символи нічим не відрізняються один від одного. Для позначення ангстрема бажано використовувати літеру A із кружечком зверху.
Оскільки на більшості клавіатур знак ангстрема відсутній, у деяких текстових редакторах використовуються спеціальні клавіатурні команди для його введення. Наприклад, у LaTeX — \AA або Alt-код Alt+0197 (на цифровій клавіатурі) у текстовому редакторі (при увімкненій англійській розкладці).